# دینکو پتروف
دینکو پتروف (بلغاری: Динко Петров؛ زادهٔ ۱۰ مارس ۱۹۳۵) کشتی‌گیر اهل بلغارستان است.